# Armata del James
L'Armata del James fu un'unità militare dell'esercito dell'Unione, composta da unità minori provenienti dal Dipartimento Militare della Virginia e della Carolina del Nord, che vennero dislocate lungo il fiume James (Virginia) per servire nel corso delle operazioni finali della Guerra di secessione in Virginia.

## Storia
I Dipartimenti unionisti della Virginia e del North Carolina furono fusi insieme nel 1863. Truppe provenienti da questi Dipartimenti militari formarono il XVIII Corpo. Nell'aprile del 1864, il X Corpo fu trasferito dal Dipartimento del Sud e due corpi così formarono l'Armata del James. Il mag. gen. Benjamin Franklin Butler ne fu posto al comando.
Durante la Campagna Terrestre del ten. gen. Ulysses Grant nel 1864, Butler effettuò diversi falliti tentativi a Petersburg e a Richmond. Nella battaglia di Cold Harbor il XVIII Corpo fu inviato ad agire sotto le direttive dell'Armata del Potomac. Il XVIII Corpo partecipò anche all'Assedio di Petersburg. Durante l'assedio, l'Armata del James fu principalmente coinvolta nell'attacco a Richmond.
Il solo grande successo come comandante dell'Armata di Butler fu nel settembre del 1864, nella battaglia di Chaffin's Farm, in cui l'esercito si sbarazzò di una parte significativa delle difese confederate che proteggevano Richmond, incluso Fort Harrison. In dicembre l'Armata fu riorganizzata e il XVIII e il X Corpo a quel punto cessarono la loro esistenza. Tutte le truppe afro-americane dell'esercito furono riunite nel  XXV Corpo e le truppe bianche nel XXIV Corpo e i Dipartimenti della Virginia e del North Carolina furono separati. Unità del vecchio XVIII Coro e del X Corpo furono chiamate nel "Corpo di Spedizione di Fort Fisher" e s'imbarcarono per Fort Fisher. Butler usò la sua posizione di comandante dipartimentale per assumere il comando personale della spedizione, ma dopo il suo fallimento nella battaglia di Fort Fisher, Grant colse l'occasione per rilevare dal commando Butler. Il mag. gen. Edward Ord, eroe di Chaffin's Farm, fu posto al comando dell'Armata del James.
Sotto la guida di Ord, l'Armata del James colse i suoi più grandi successi. Il XXIV Corpo partecipò agli assalti finali contro Petersburg, mentre il XXV Corpo fu il primo a entrare nella caduta città di Richmond. Ord e il XXIV Corpo seguirono i Confederati ad  Appomattox Court House dove tagliarono loro la strada di fuga a Robert E. Lee. L'Armata del James fu quindi presente alla resa dell'Armata della Virginia Settentrionale.

## Storia del comando
- Mag. gen. Benjamin Franklin Butler (28 aprile 1864 – 8 gennaio 1865)
- Mag. gen. Edward Ord (8 gennaio 1865 – 1º agosto 1865)

## Principali battaglie e campagne militari
- Campagna di Bermuda Hundred (Butler)
- Battaglia di Cold Harbor (Butler) (solo il XVIII Corpo dell'Armata del James fu coinvolto)
- Assedio di Petersburg (Butler)
- Assedio di Richmond (Butler)
- Battaglia di Chaffin's Farm (Butler)
- Caduta di Petersburg (Ord)
- Caduta di Richmond (Ord) (Solo il XXV Corpo dell'Armata del James fu coinvolto)
- Campagna di Appomattox (Ord)